# The Oval
 For alternative betydninger, se The Oval (flertydig). (Se også artikler, som begynder med The Oval)
The Oval er en cricketarena i Kennington, London. Den omtales ofte som The Kennington Oval, og de sidste år også som The Fosters Oval, AMP Oval, og nu sidst som The Brit Oval, på grund af forskellige sponsorbindinger. 
Banen er hjemmebane for Surrey County Cricket Club, og bruges regelmæssig til internationale kampe. Banen var den første i Storbritannien og den anden i verden hvor der blev spillet internationale kampe. Banen ligger i Hertugdømmet Cornwalls grund. SCCC blev stiftet i 1845, og indgik en lejeaftale om stadiongrunden samme år. Banen var arena for FA-cupfinaler i årene 1872-1892.
Banen ligger i Lambeth. Nærmeste undergrundbanestation er Oval, og stadion er også nær Vauxhall Station og Kennington Station. 